# Faschismus

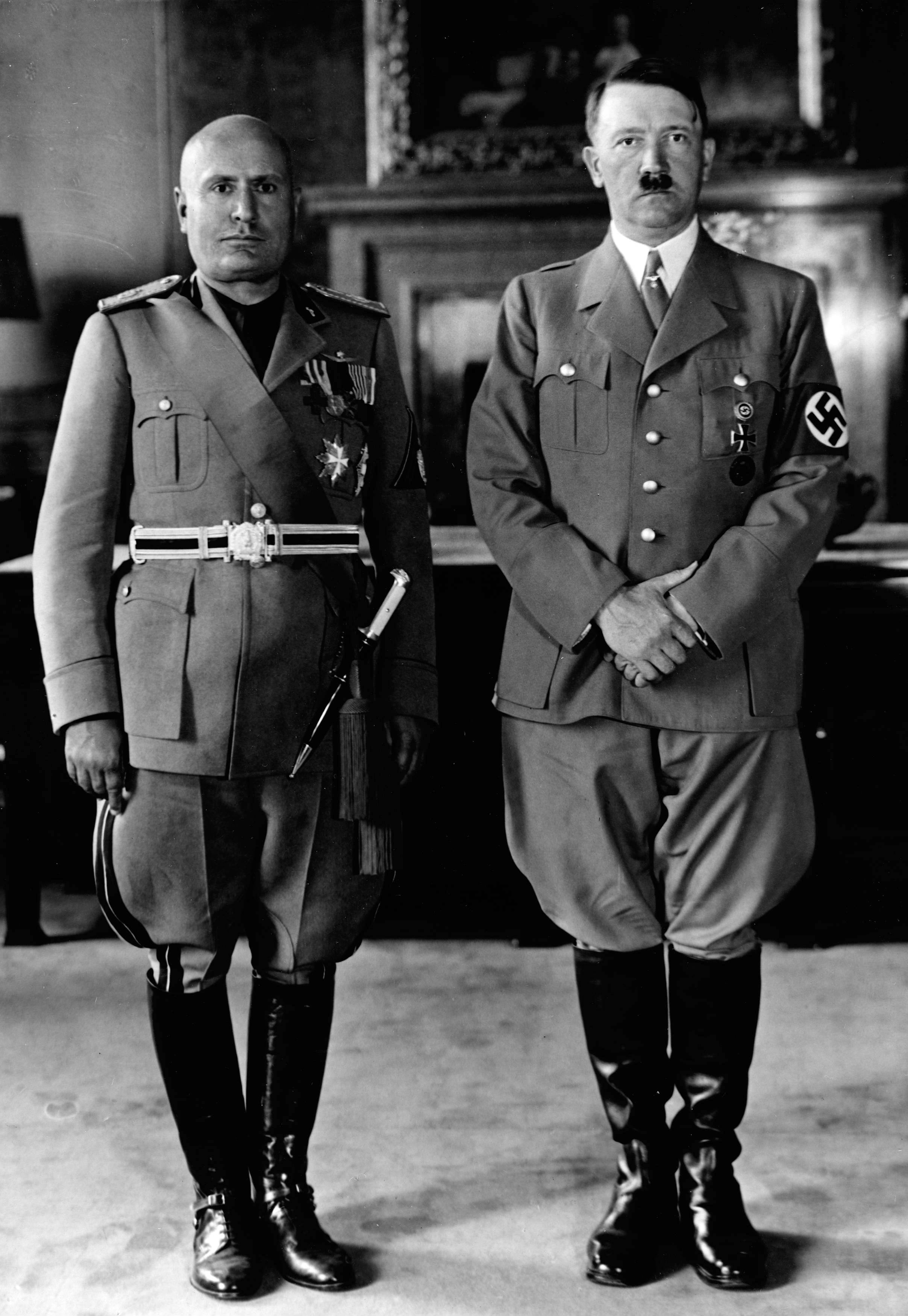
Die Diktatoren Benito Mussolini und Adolf Hitler in München, 1940

Faschismus (von italienisch fascio „Bund“) war zunächst die Eigenbezeichnung einer politischen Bewegung in Italien, die unter Führung von Benito Mussolini von 1922 bis 1943/45 die beherrschende politische Macht war und ein diktatorisches Regierungssystem errichtete, den Italienischen Faschismus.
Ab den 1920er Jahren wurde der Begriff für alle ultranationalistischen, nach dem Führerprinzip organisierten antiliberalen und antimarxistischen Bewegungen, Ideologien oder Herrschaftssysteme verwendet, die seit dem Ersten Weltkrieg die parlamentarischen Demokratien abzulösen suchten. Die Verallgemeinerung des Faschismus-Begriffs von einer zeitlich und national begrenzten Eigenbezeichnung zur Gattungsbezeichnung einer bestimmten Herrschaftsart ist umstritten, besonders für den deutschen NS-Staat. Mit der Beschreibung und Erklärung des Faschismus beschäftigt sich die Faschismustheorie.
Als Neofaschismus bezeichnet man im engeren Sinne die von Anhängern des Faschismus getragene politische Bewegung in Italien nach Mussolinis Sturz (Movimento Sociale Italiano 1946–1995 sowie neuere Bewegungen). Im weiteren Sinne werden auch in anderen Ländern bestehende Bewegungen und Parteien der extremen Neuen Rechten so bezeichnet, die sich zum Führerprinzip und zu völkisch beziehungsweise rassisch begründetem Elitedenken bekennen und einen übersteigerten Nationalismus und militanten Antikommunismus beziehungsweise eine latente Gewaltbereitschaft pflegen. In Deutschland trifft dies auf die Neonazis zu.

## Begriff

Das Parteiabzeichen der italienischen Faschisten in der Form von 1926 bis 1943, mit dem goldenen Liktorenbündel (fascio littorio).

Der Begriff Faschismus ist von italienisch fascio abgeleitet, was „Bund“ bedeutet. Der Historiker Fritz Schotthöfer beschrieb ihn 1924 als „gewissermaßen inhaltsleer“, da er „so gut wie nichts über das Wesen dessen aus[sagt], was faschistisch ist oder sein soll“. Darin unterscheide sich dieser -ismus entscheidend von anderen Ismen, wie Konservatismus, Liberalismus oder Sozialismus. „Ein fascio ist ein Verein, ein Bund“, daher wären Faschisten wörtlich übersetzt „Bündler“ und „Faschismus“ wäre Bündlertum.
Die Etymologie des Wortes fascio wird meist abgeleitet vom lateinischen fasces. Diese Rutenbündel waren Machtsymbole zu Zeiten des Römischen Reiches, die die Liktoren vor den höchsten römischen Beamten, den Konsuln, Prätoren und Diktatoren, hertrugen.
Im 19. Jahrhundert bezeichnete das Wort fascio das Selbstverständnis der italienischen National- und Arbeiterbewegung als revolutionäre Kraft. So symbolisierte das Rutenbündel in der nationalen Bewegung im 19. Jahrhundert die Einheit der Nation, und fascio bezog sich im seit 1870 geeinten Italien auf sozialistische Arbeiterorganisationen wie beispielsweise die Fasci siciliani in Sizilien.
Der Begriff Fascismo, der um 1900 zum Banner der revolutionären Arbeiterbewegung avanciert war, wurde ab 1919 mit den „Fasci di combattimento“ identifiziert: jene „Kampfbünde“, die Mussolini im März 1919 gründete.
Ein Vertreter des Faschismus wird „Faschist“ genannt, im Jargon der Autonomen Szene auch „Fascho“ (Plural Faschos).

## Definition
Eine Definition von „Faschismus“ gestaltet sich schwierig, da weder der Begriff an sich etwas über sein Wesen aussagt (siehe oben) noch die meisten europäischen Bewegungen der Zwischenkriegszeit, die im Allgemeinen als faschistisch bezeichnet werden, dieses Wort überhaupt verwendet haben – anders als fast alle kommunistischen Parteien und Regime, die es vorzogen, sich als kommunistisch zu bezeichnen.
Was Faschismus ist oder sein soll, wurde vornehmlich von seinen Gegnern bestimmt, die Theorien des bzw. über den Faschismus entwickelt haben. Seit den 1920er Jahren ist eine intensive Debatte um den Faschismus als umfassenden Gattungsbegriff geführt worden, der nicht nur die von Mussolini geführte Bewegung und Diktatur erklären, sondern ähnliche Organisationen und Regimes in anderen europäischen Staaten kennzeichnen soll. Die empirische Forschung hat dabei vorrangig auf die Identifizierung von strukturellen Kernelementen des Faschismus gezielt.
Ein übergreifender (generischer) Faschismusbegriff, der die bis zum Ende des Zweiten Weltkriegs bestehenden Regime in Italien, im NS-Staat und in Japan umfasst, ist in der historischen Forschung umstritten. Einige Historiker wollen den Begriff auf Italien beschränken. Andere wie Bernd Martin halten „Faschismus“ als Gattungsbegriff nur für die „Bewegungsphase“ für sinnvoll:

„Faschismus als übergeordneter Gattungsbegriff eignet sich mithin allenfalls für die Bewegungsphasen der drei genuin entstandenen, gemeinhin so genannten Faschismen in Deutschland, Italien und Japan. Als umfassender Begriff für die Regimephasen trägt der Ausdruck hingegen nicht und kann der völlig unterschiedlichen Herrschaftsabsicherung nicht gerecht werden. Es würde daher der historischen Wirklichkeit wie auch dem historischen Selbstverständnis der damaligen Regime in Berlin, Rom und Tokio besser entsprechen, den abgegriffenen Faschismusbegriff aufzugeben.“

Robert O. Paxton beschreibt Faschismus als „Form des politischen Verhaltens“. Dies sei gekennzeichnet „durch eine obsessive Beschäftigung mit dem Niedergang, der Demütigung oder der Opferrolle einer Gemeinschaft sowie durch einen kompensatorischen Kult um Einheit, Stärke und Reinheit.“ Hinzu kommen eine „Massenpartei entschlossener militanter
Nationalisten“, die mit traditionellen Eliten zusammenarbeitet und demokratische Freiheiten abschafft. Innere Säuberung und äußere Expansion sollen „mit einer als erlösend verklärten Gewalt erreicht werden“.
Faschismusforscher wie zum Beispiel Roger Griffin, die von einem generischen Faschismusbegriff ausgehen, zielen auf den ideologischen Kern des Faschismus:

„Faschismus ist eine politische Ideologie, deren mythischer Kern in seinen diversen Permutationen eine palingenetische Form von populistischem Ultra-Nationalismus ist.“

Der amerikanische Politikwissenschaftler Paul Gottfried vertritt einen eingeschränkt generischen Faschismus-Begriff: Faschistisch nennt er Bewegungen und in geringerem Ausmaß auch Regime, die dem italienischen Faschismus ähnelten: Als Bewegung, wenngleich nicht unbedingt als Regime, werde er von einer synthetischen, wandelbaren Ideologie zusammengehalten, die durchaus auch Anleihen von der Linken nehme, insbesondere was die Wertschätzung revolutionärer Gewalt betreffe. Darin unterschieden sich faschistische Bewegungen von solchen der traditionellen Rechten, mit denen Gottfried gleichwohl eine gewisse Verwandtschaft sieht, etwa was die Einstellung zu Identitätspolitik und Hierarchien betrifft. Die ideologische Verwandtschaft mit dem deutschen Nationalsozialismus sei dagegen nur schwach ausgeprägt. Der Faschismusbegriff sei hauptsächlich anwendbar auf den Mittelmeerraum und die Zwischenkriegszeit. Für Entwicklungsdiktaturen in Drittweltstaaten passe er nicht. Auch die Anwendung auf „alles, was der Sprecher tief abstoßend findet“, lehnt Gottfried ab.
Gegen eine Subsumierung des Nationalsozialismus unter den Faschismusbegriff wenden die französische Psychoanalytikerin Janine Chasseguet-Smirgel und der deutsche Sozialwissenschaftler Samuel Salzborn ein, dass damit dessen Wesenskern, nämlich die Rassepolitik und der Holocaust, aus dem Blickfeld gerückt würde. Das NS-Regime erscheine in dieser Perspektive als „eine ganz banale Diktatur“, nicht anders als die in Italien, in Francos Spanien oder im Chile Pinochets. Dies rationalisiere das Unfassbare der Judenvernichtung und sei letztlich eine Strategie der Erinnerungsverweigerung und Schuldabwehr.

## Italien

Das „Liktorenbündel-Emblem“, wie es 1927 bis 1929 als Staatssymbol Italiens und als Symbol des italienischen Faschismus verwendet wurde

Mussolini gründete 1915 für Italiens Kriegseintritt die Fasci d’azione rivoluzionaria und bildete am 23. März 1919 aus den Fasci dēi lavoratōri und Fasci siciliani die Bewegung der Fasci italiani di combattimento („Italienische Kampfverbände“), der ein Rutenbündel zu seinem Zeichen machte. Er bestand anfangs überwiegend aus Anhängern des Syndikalismus, einer Weiterentwicklung des Gewerkschafts-Sozialismus, bis Mussolini ihn 1921 scharf gegen Sozialismus und Kommunismus abgrenzte. Die syndikalistischen Gewerkschaften Italiens wehrten sich erfolgreich gegen eine Infiltration und schlossen die faschismusaffinen Gruppen aus. Damit wurde seine nun Partito Nazionale Fascista (PNF) genannte Partei auch von bürgerlichen Mittelschichten wählbar und von Teilen der katholischen Kirche, des Beamtentums und der Armee Italiens unterstützt.
Mit Hilfe von Paramilitärs, Straßenterror, einem starken Personenkult, Massenpropaganda und dem wirksam inszenierten „Marsch auf Rom“ eroberte Mussolini 1922 das Amt des italienischen Ministerpräsidenten. Er baute dann schrittweise mit einem Ermächtigungsgesetz, Parteiverboten, Aufhebung der Bürgerrechte und der Pressefreiheit, Ausbau der Parteimiliz und politischen Morden bis 1925 eine Einparteiendiktatur unter einem von ihm geführten „Großen Faschistischen Rat“ in Italien auf.
1932 legte er die Ideologie seines Staatssystems schriftlich vor (La dottrina del fascismo): Merkmale waren ein extremer Nationalismus, eine durch Krieg angestrebte Großmachtstellung für Italien im Mittelmeerraum, die Betonung des „Willens zur Macht“ (Friedrich Nietzsche), des autoritären Führerprinzips (Vilfredo Pareto), der „direkten Aktion“ als „schöpferischem Gestaltungsprinzip“ (Georges Sorel) und einer totalitären, von einer Geheimpolizei überwachten Verschmelzung von Staat und alleinregierender Partei. Die sozialrevolutionäre Komponente der Aufstiegszeit trat zurück; verordnete Einheitsorganisationen von Arbeitern und Unternehmern sollten Klassenkampf unterbinden. Um neben der Macht auch die Hegemonie im Sinne Antonio Gramscis zu gewinnen, übernahm der Staat auch die Sportbewegung. Hiermit sollten Körperkult, Verherrlichung von Kraft, Männlichkeit, Demonstration der italienischen Überlegenheit in körperbezogenen Aktivitäten wie Sport, Fußball-Weltmeisterschaft und Olympischen Spielen gewonnen werden. Das Comitato Olimpico Nazionale Italiano wurde verstaatlicht und der Spitzensport mit Staatsamateuren international leistungsfähig gemacht.
Als Kennzeichen des Faschismus nach italienischem Vorbild gelten daher voluntaristische und futuristische Politikkonzepte, die den Machtwillen ökonomischen Zwängen vorordnen und die künftige radikale Umgestaltung der Gesellschaft als nationale Bestimmung anstreben, eine offen terroristische und diktatorische Herrschaftsform, die sich als Volkswille ausgibt, mit ausgeprägtem Personenkult und einer starken Ästhetisierung der Politik, die gegensätzliche Interessen und Strömungen überwölben und zusammenhalten soll.
Die faschistische „Neue Ordnung“ Italiens unterschied sich durch ihren Etatismus deutlich vom NS-Regime, indem Mussolinis starker Staat die alten Eliten einband.

Das Liktorenbündel auf der persönlichen Flagge Mussolinis als diktatorischer Regierungschef Italiens

Zur Eroberung von Lebensraum (spazio vitale) war das faschistische System auf kriegerische Expansion aufgebaut. Von 1923 bis 1932 führte Italien den zweiten Italienisch-Libyschen Krieg, ab 1935 den Abessinienkrieg, ab 1936 beteiligte es sich am Spanischen Bürgerkrieg, 1939 folgte die italienische Besetzung Albaniens, 1940 der Eintritt in den Westfeldzug und der griechisch-italienische Krieg, 1941 die Beteiligung am Balkanfeldzug gegen Jugoslawien und die Kämpfe gegen die Sowjetunion und in Nordafrika. Die italienische Repression in den besetzten Gebieten Afrikas mit der Liquidierung der äthiopischen Intelligenz und des Klerus ist mit dem deutschen Besatzungsterror in Polen vor dem Überfall auf die Sowjetunion vergleichbar. Zur Repression gegen die Untergrundbewegung auf dem Balkan wurde die gleiche Strategie der verbrannten Erde, der ethnischen Säuberungen, der Masseninternierung in italienischen Konzentrationslagern, der Geiselnahme, Geiselerschießung und der italienischen Kolonisation übernommen wie sie zuvor vom italienischen Militär in Afrika praktiziert worden war. Dabei stand für die Faschisten fest, es auf dem Balkan und in italienisch-Ostafrika mit kulturell, wenn nicht auch mit biologisch minderwertigen Rassen zu tun zu haben. Durch diesen Antiafrikanismus und Antislawismus lud sich die Repression auf.
Anfangs war der Faschismus nicht antisemitisch ausgerichtet. Wiederholt lehnte Mussolini in öffentlichen Äußerungen den Rassismus und Antisemitismus der Nationalsozialisten ab, in dem er eine Wiederkehr des „Germanismus“ sah, den er in seiner Jugend stets bekämpft habe. Erst seit Mitte der 1930er Jahre gab es infolge der politischen Koalition Mussolinis mit dem Deutschen Reich antisemitische Agitationen, die dann auch in den Erlass der italienischen Rassengesetze mündete. Diese Politik zielte aber niemals auf Vernichtung der europäischen Juden, sondern auf ihre Entrechtung, Enteignung und Vertreibung.

## Überblick der als faschistisch bezeichneten Bewegungen in Europa
Die folgenden Tabellen beruhen auf den Forschungsergebnissen der vergleichenden Faschismusforschung und behandeln ausschließlich faschistische Bewegungen, die von dieser überwiegend als solche eingestuft werden.
| Land        | Partei/ Bewegung            | Flagge/ Abzeichen | Gründung | Grußformel                                                                                    | Regimephase | Anmerkung |
| ----------- | --------------------------- | ----------------- | -------- | --------------------------------------------------------------------------------------------- | ----------- | --- |
| Italien     | Faschisten – PNF / PFR      |                   | 1919     | «Saluto al Duce! – A noi!» (Gruß dem Führer! – Zu uns!) «Viva il Duce!» (Es lebe der Führer!) | 1922–1945   | Seit 1922 Teil einer Koalitionsregierung mit Konservativen und Nationalisten, ab 1925 diktatorisch regierend. Nach der Eroberung Albaniens bestand dort von 1939 bis 1943 die Albanische Faschistische Partei als lokaler Parteiabkömmling der italienischen Faschisten. |
| Deutschland | Nationalsozialisten – NSDAP |                   | 1920     | „Heil Hitler!“ „Sieg Heil!“                                                                   | 1933–1945   | Von 1926 bis 1938 (ab 1933 im Untergrund) bestand in Österreich eine österreichische NSDAP als lokaler Parteiabkömmling der deutschen Nationalsozialisten. |
| Rumänien    | Eiserne Garde               |                   | 1927     | „Trăiască Garda şi Căpitanul!” (Es lebe die Garde und der Kapitän!)                           | 1940–1941   | Während der Regimephase rumänische Staatspartei in einer Koalition mit dem Militär unter Ion Antonescu. |
| Kroatien    | Ustascha                    |                   | 1929     | „Za Dom – Spremni!” (Für die Heimat – Bereit!)                                                | 1941–1945   | Langform der Grußformel: „Za poglavnika i dom – Spremni!” (Für den Führer und die Heimat – Bereit!) |
| Spanien     | Falange                     |                   | 1933     | «Arriba España!» (Vorwärts Spanien!)                                                          | 1936–1977   | Ab 1937 als Teilfraktion innerhalb der franquistischen Staatspartei F.E.T. y de las JONS. |
| Ungarn      | Pfeilkreuzler               |                   | 1935     | „Kitartás!” (Durchhalten!)                                                                    | 1944–1945   | |

| Land                  | Partei/Bewegung                                                          | Gründung  | Anmerkung                                                                                                   |
| --------------------- | ------------------------------------------------------------------------ | --------- | --- |
| Belgien               | Rexisten (Wallonien)                                                     | 1930      | Zunächst konservative Rechte, während der deutschen Besatzung faschistisch                                  |
| Belgien               | Verdinaso (Flandern)                                                     | 1931      | |
| Bulgarien             | SBNL                                                                     | 1933      | |
| Dänemark              | Dänische Nationalsozialistische Arbeiterpartei                           | 1930      | |
| Frankreich            | Faisceau                                                                 | 1925      | |
| Frankreich            | Mouvement Franciste                                                      | 1933      | |
| Frankreich            | Parti populaire français                                                 | 1936      | |
| Frankreich            | Rassemblement national populaire                                         | 1941      | |
| Großbritannien        | British Union of Fascists                                                | 1935      | |
| Irland                | National Corporate Party                                                 | 1935      | |
| Island                | Nationalistische Partei                                                  | 1933      | |
| Jugoslawien / Serbien | ZBOR                                                                     | 1935      | |
| Lettland              | Donnerkreuz                                                              | 1932      | |
| Liechtenstein         | Volksdeutsche Bewegung in Liechtenstein                                  | 1938      | |
| Litauen               | Eiserner Wolf                                                            | 1927      | |
| Luxemburg             | Volksdeutsche Bewegung                                                   | 1940      | |
| Niederlande           | Nationaal-Socialistische Beweging                                        | 1931      | |
| Niederlande           | Nationaal-Socialistische Nederlandsche Arbeiderspartij                   | 1931      | |
| Norwegen              | Nasjonal Samling                                                         | 1933      | |
| Österreich            | NSDAP (Hitlerbewegung)                                                   | 1926      | |
| Polen                 | Falanga                                                                  | 1935      | faschistische Abspaltung vom Nationalradikalen Lager                                                        |
| Polen                 | Obóz Zjednoczenia Narodowego                                             | 1937      | |
| Portugal              | Movimento Nacional-Sindicalista                                          | 1932      | |
| Russland              | Russische Nationale Einheit                                              | 1990      | |
| Schweden              | Nationalsocialistiska Arbetarepartiet                                    | 1933      | |
| Schweiz               | Nationale Front                                                          | 1930      | |
| Sowjetunion           | Organisation Ukrainischer Nationalisten/ Ukrainische Aufständische Armee | 1929 1942 | Zunehmend terroristische Methoden und Orientierung am deutschen Nationalsozialismus                         |
| Sowjetunion           | Russische Faschistische Partei                                           | 1931      | |
| Sowjetunion           | Weißruthenische Nationalsozialistische Partei                            | 1933      | |
| Tschechoslowakei      | Rodobrana                                                                | 1923      | |
| Tschechoslowakei      | Faschistische Volks-Gemeinde                                             | 1926      | |
| Tschechoslowakei      | Vlajka                                                                   | 1928      | |
| Tschechoslowakei      | Sudetendeutsche Partei                                                   | 1933      | Zunächst eher am österreichischen Ständestaat orientiert, dann Hinwendung zum deutschen Nationalsozialismus |

## Außereuropäische Staaten

### Ägypten (1933–1938)
Die Jungägyptische Partei wurde im Oktober 1933 als eine radikal-nationalistische Gruppierung mit religiöser Orientierung von den 22-jährigen Ahmed Husayn und Fathi Radwan gegründet. Das Ziel der Partei war die Schaffung eines Großreiches durch die Eingliederung des Sudans an Ägyptens, welches die Rolle einer „Führungsmacht sowohl innerhalb der arabischen als auch der islamischen Welt“ einnehmen sollte. Die Partei verfügte mit den sogenannten Grünhemden über eine paramilitärische Organisation. Die Jungägyptische Partei orientierte sich mit dem politischen Machtzuwachs Deutschlands auch am nationalsozialistischen Deutschen Reich, dem Gegner Großbritanniens, und verfolgte ebenfalls die Strategie eines nationalen Kapitalismus. Unter dem Druck der Regierung wurden die Grünhemden im Jahre 1938 verboten.

### Brasilien (1932–1938)
Der Brasilianische Integralismus war eine rechtsextreme politische Bewegung in Brasilien, welche sich in der 1932 gegründeten Partei Ação Integralista Brasileira (Integralistische Aktion Brasiliens) formierte. Die Integralisten erlangten unter der Präsidentschaft von Getúlio Vargas zeitweise politischen Einfluss, wurden jedoch mit der Ausrufung des Estado Novo im Jahr 1937 aufgelöst. Ein integralistischer Putschversuch 1938 gegen den Präsidenten scheiterte und führte zur endgültigen Zersplitterung der Bewegung.

### Chile (1932–1939)
Die Nationalsozialistische Bewegung Chiles oder auch Nacismo war eine nationalsozialistische Partei in Chile. Obwohl die Partei gemessen an Mitgliederzahlen und Wahlergebnissen immer eine Kleinpartei blieb, war sie nicht unbedeutend, insbesondere wegen eines Putschversuches 1938. Wichtigste Persönlichkeit war der „Jefe“ Jorge González von Marées. Anfang 1939 taufte sich die Partei in Vanguardia Popular Socialista um und distanzierte sich vom Faschismus.

### Britisches Mandat Palästina (1930–1933)
Der Revisionistische Maximalismus, ein Teil der Brit-HaBirionim-Fraktion des Revisionistischen Zionismus, war eine von Abba Ahimeir, Uri Zvi Greenberg und Joshua Yeivin entwickelte Ideologie. Sie verband Faschismus mit Zionismus: Ihr Ziel war es, einen „Judenstaat“ nach dem Vorbild des faschistischen Italien zu gründen. 1933 verhaftete die britische Verwaltung mehrere Mitglieder, einschließlich Ahimeirs, und klagte sie des Mordes an Chaim Arlosoroff an. Obwohl freigesprochen, litt das Ansehen der Gruppe unter dieser Anklage, was zu ihrer Isolierung und schließlich zu ihrer Auflösung führte.

### Japan (1926–1945)
Der revolutionäre Impuls zahlreicher Theoretiker (wie Kita Ikki oder Takabatake Motoyuki), Gruppierungen und Parteien ab den 1920er Jahren war schwächer als in Europa ausgeprägt und eher auf die Vorherrschaft einer bürokratischen, nichtdemokratischen, konstituellen Monarchie auf Basis traditioneller Werte als auf eine völlig neue Ordnung gerichtet. Die ab 1936 stärksten Gruppen, die nach der Hitlerjugend geschaffene Großjapan-Jugendpartei (大日本青年党, Dai-Nippon Seinen-tō) und die politische Partei Gesellschaft des Östlichen Weges (東方会, Tōhōkai), waren keine faschistischen Bewegungen, kamen aber faschistischen Organisationen am Nächsten. Der japanische Autoritarismus ab 1940 kann eher als ein komplexes Gemenge von Staatsbürokraten, konservativen Wirtschaftsführern und militärischen Prätorianern beschrieben werden.
Die Anfangsperiode der Shōwa-Zeit von 1926 bis 1945, speziell ab dem Angriff auf China 1937, als Faschismus zu bezeichnen ist problematisch. Dennoch wird der Ausdruck Tennō-Faschismus durchaus verwendet. Westliche Wissenschaftler räumen den Unterschieden zu den europäischen Faschismen breiteren Raum ein, modifizieren den Begriff zu „Militär- oder Kaisersystemfaschismus“, oder lehnen ihn – trotz Parallelen hinsichtlich Autoritarismus, Militarismus, imperialen Anspruch und rassischer Ideologie – in Bezug auf Japan als ungeeignet ab. So hält George M. Wilson das Konzept eines „japanischen Faschismus“ für verfehlt, da in Japan keine politische Bewegung die Macht an sich reißen wollte, die formelle verfassungsmäßige Autorität zumindest nach außen intakt geblieben sei und ein gewisses Maß an Pluralismus weiter existiert habe. Gregory J. Kasza verweist auf das Fehlen wesentlicher Elemente des Faschismus, wie einer Einheits- oder Massenpartei oder eines „Führers“, sowie auf die großteils kriegsbedingte Einführung „typisch faschistischer“ Elemente. Die Reihenfolge von „Bewegung – Ideologie – Regime“ des europäischen Faschismus sei in Japan genau in umgekehrter Reihenfolge anzutreffen. Ein Versuch der Etablierung einer Einheitspartei auf Konsensbasis war die Taisei Yokusankai (1940–1945) von Premierminister Konoe Fumimaro, die jedoch von inneren Grabenkämpfen beherrscht war und aus der beispielsweise die Tōhōkai 1941 wieder austrat. Vor der Shūgiin-Wahl 1942 gründete Premierminister Tōjō Hideki die Yokusan Seijikai (翼賛政治会), verbot alle anderen Parteien und nahm alle gewählten Abgeordneten zwangsweise auf.

### Südafrika (1939–1952)
Die Ossewabrandwag-Bewegung wurde 1939 von calvinistischen Buren gegründet. Die Organisation war der nationalsozialistischen Regierung in Deutschland gegenüber positiv eingestellt und wandte sich vehement gegen die Teilnahme der Südafrikanischen Union am Zweiten Weltkrieg auf Seiten der Alliierten. Die Mitglieder weigerten sich, am Krieg teilzunehmen, und schikanierten uniformierte Soldaten. Am 1. Februar 1941 kam es in Johannesburg zu einem Gewaltausbruch, bei dem 140 Soldaten durch OB-Mitglieder verletzt wurden.
Die Stormjaers („Sturmjäger“) waren der paramilitärische Flügel der Organisation und waren der SA nachempfunden. Diese verübten während des Krieges Sprengstoffanschläge auf Versorgungsleitungen und Bahnstrecken. 1941 hatte die Ossewabrandwag rund 350.000 Mitglieder. Im Dezember 1942 war die Ossewabrandwag durch Präsident Jan Smuts verboten worden; Tausende Mitglieder, unter ihnen der spätere Premierminister Vorster, wurden bis zum Kriegsende in Internierungslagern inhaftiert. Die Gruppierung löste sich 1952 endgültig auf.

### Syrien und Libanon (1932–1943)
Die pansyrische Syrische Soziale Nationalistische Partei wurde 1932 von dem griechisch-orthodoxen Journalisten Antun Sa'ada in Beirut gegründet. Der Politikwissenschaftler Gilbert Achcar bezeichnete sie als „ein(en) levantinischen Klon der Nazi-Partei in fast jeder Hinsicht: in ihrer politischen Ideologie, einschließlich der Aufklärungsfeindlichkeit, und ihrer geographisch-rassisch-nationalistischen Theorie mit pseudowissenschaftlichem Anstrich ebenso wie in der Organisationsstruktur und im Führerkult. Sogar die Parteifahne in Rot und Schwarz mit einer vierzackigen Schraube anstelle des Hakenkreuzes ist der Nazi-Fahne nachempfunden.“ Nachdem die Bewegung von Deutschland bei einem geplanten Putschversuch 1935 nicht unterstützt wurde, distanzierte sich diese allmählich vom Nationalsozialismus und Sa'ada emigrierte schließlich 1938 nach Südamerika.
Im Libanon wurde außerdem 1936 die Kata’ib von Pierre Gemayel gegründet und war von der spanischen Falange inspiriert. Die ursprünglichen Uniformen beinhalteten die Braunhemden. Die Partei nahm im libanesischen Kampf um die Unabhängigkeit von Frankreich teil, welche 1943 erreicht wurde.

### Vereinigte Staaten von Amerika

#### Ku-Klux-Klan
Laut Sarah Churchwell war der amerikanische Ku-Klux-Klan die weltweit erste faschistische Bewegung. Nach dem Auftreten des Faschismus in Italien war es in den 1920er und 1930er Jahren in den USA Gemeingut, dass er dem Ku-Klux-Klan entspreche. Langston Hughes meinte 1935: „Faschismus ist das, was der Ku-Klux-Klan errichten wird, wenn er sich mit der [American] Liberty League (1934-1940) verbindet und Maschinengewehre und Flugzeuge statt ein paar Meter Seil benutzt.“ Ebenfalls 1935 schrieb W. E. B. Du Bois in Black Reconstruction in America, die Idee des Jim-Crow-Amerika von der weißen Vorherrschaft könne als „Faschismus“ betrachtet werden.
Die afroamerikanischen Zeitungen Courier und Age meinten in den 1930er Jahren, der deutsche Nationalsozialismus habe von Madison Grant und Lothrop Stoddard sowie vom Ku-Klux-Klan und dem amerikanischen Rassismus das „Modell für die Unterdrückung und Verfolgung seiner eigenen Minderheiten“ übernommen. Auch Nationalsozialisten sahen die Verwandtschaft. Jahrzehnte später fand Amiri Baraka, das Ende der Rekonstruktion-Periode (1877) habe „Afroamerika in den Faschismus geworfen.“ Wie Robert O. Paxton 2004 in Anatomie des Faschismus schrieb, „war die erste Version des Klans im besiegten amerikanischen Süden wohl eine bemerkenswerte Vorschau darauf, wie faschistische Bewegungen im Europa der Zwischenkriegszeit funktionieren würden.“

#### Nationalsozialismus-Sympathisanten (1933–1945)
1933 ursprünglich als Friends of New Germany von Heinz Spanknöbel in Chicago gegründet, entwickelte sich der Amerikadeutsche Bund zur größten nationalsozialistischen Organisation in den USA. Der Amerikadeutsche Bund bekannte sich zur idiosynkratischen „Verfassung, der Fahne, und einem von weißen Nichtjuden gelenkten, wahrhaft freien Amerika“. Er verfolgte mehrere Ziele, darunter den Kampf gegen den von Samuel Untermyer initiierten, jüdischen Warenboykott NS-Deutschlands, die Bildung einer Urzelle für eine neue US-Armee im Kampf gegen den Kommunismus und die Übernahme von den Teilen der NS-Wirtschaft, die man zur Wiederherstellung nach der Weltwirtschaftskrise für sinnvoll hielt. Der Bund war nach dem Führerprinzip unter dem „Bundesführer“ als „historischer Persönlichkeit“ organisiert. Nach der NS-Vorstellung, dass Blut wichtiger ist als Staatsbürgerschaft oder Geburtsort, waren alle Deutschamerikaner, die man „Deutsche in Amerika“ nannte, somit dem „Vaterland“ verbunden. Adaptiert wurden u. a. der Hitlergruß, Blut-und-Ehre-Gürtel, Hakenkreuz-Fahnen. Im Jahr 1939 wurde Bund-Führer Fritz Julius Kuhn wegen Unterschlagung von Geldern seiner Organisation und Steuerhinterziehung zu mehreren Jahren Haft verurteilt. Ihm folgten für jeweils kurze Zeit mehrere neue Bund-Führer. Die Organisation löste sich in der Folgezeit auf.
Dagegen hatte schon 1935 Sinclair Lewis in seinem Roman Das ist bei uns nicht möglich hervorgehoben, dass die gefährlichsten Unterstützer des Faschismus in Amerika jene wären, die „das Wort Faschismus verleugnen und die Versklavung an den Kapitalismus im Namen der verfassungsmäßigen und traditionellen einheimischen amerikanischen Freiheit predigen.“ Der Sohn des Rabbis Stephen Wise, James Waterman Wise, warnte: „Das Amerika von Macht und Reichtum [sei] ein Amerika, das den Faschismus braucht“, und vertrat die Auffassung, ein authentischer amerikanischer Faschismus werde kein Hakenkreuz zeigen, sondern das Sternenbanner und vertraute nationale Gebräuche. Faschismus-Experten wie Paxton, Roger Griffin und Stanley G. Payne argumentieren seit langem, dass jede Version des Faschismus ihre eigene nationale Identität habe. Laut Robert O. Paxtons bestimmt sich der Faschismus über seine Praxis. Doch teilen seine jeweiligen Ausprägungen „einige auffällige Züge miteinander, darunter die Nostalgie nach einer reineren, mystischen, oft ländlichen Vergangenheit; Kulte der Tradition und kulturellen Erneuerung; paramilitärische Gruppen; die Delegitimierung politischer Gegner und die Dämonisierung von Kritikern; die Verallgemeinerung von einigen Gruppen als authentisch national, während alle anderen Gruppen entmenschlicht werden; Intellektuellenfeindlichkeit und Angriffe auf die freie Presse; Anti-Modernismus; fetischisierte patriarchale Maskulinität; sowie ein verzweifeltes Opfergefühl und kollektiver Groll.“ Die Annahme – etwa Samuel Moyns – dagegen, dass alles einheimisch Amerikanische gar nicht faschistisch sein könne, bezeichnet Churchwell als exzeptionalistisch.

#### America First
America First war zwischen 1915 und 1941 ursprünglich der Slogan von amerikanischen fremdenfeindlichen, nativistischen Bewegungen und Politikern. Huey Long, 1928–1933 Gouverneur von Louisiana, war der amerikanische Spitzenpolitiker, dem man am häufigsten faschistische Tendenzen vorwarf. Er verhängte das Kriegsrecht, zensierte die Zeitungen, verbot öffentliche Versammlungen und besetzte Gerichte und Parlamente mit seinen Kumpanen. Er plante 1936 für das Präsidentenamt zu kandidieren, fiel aber 1935 einem Attentat zum Opfer. Das isolationistische America First Committee 1940/1941 mit Charles Lindbergh war bestrebt, die USA aus dem Zweiten Weltkrieg herauszuhalten. Longs früherer Stellvertreter Reverend Gerald L.K. Smith, der 1944 mit dem Versprechen das „jüdische Problem“ zu beheben als Präsident kandidierte, nannte seine Partei „America First“.
Den Slogan nutzte Donald Trump später für seinen Präsidentschaftswahlkampf. Wie Paxton schrieb, werde der Faschismus durch seine „mobilisierenden Leidenschaften“ beschleunigt, mehr von Gefühlen als von Gedanken angetrieben und seine „unklaren und synthetischen Doktrinen“ in Verbindung mit seinem Ultra-Nationalismus und Anti-Intellektualismus bedeuteten, dass er nie über einen kohärenten Satz ideologischer Doktrinen verfügt. Deshalb findet Churchwell: „Ein nativistischer reaktionärer Populismus ist in Amerika nichts Neues – er hatte es bisher nur noch nie ins Weiße Haus geschafft. Letztlich zählt es wenig, ob Trump im Herzen ein Faschist ist, solange er faschistisch handelt.“ Die ihn unterstützenden heutigen faschistischen Kräfte in den USA würden sich zwar vom europäischen Faschismus der 1930er Jahre unterscheiden, doch hegten sie ebenfalls klassisch faschistische Vorstellungen von nostalgischer Erneuerung und Phantasien rassischer Reinheit. Sie würden das angeblich authentische Volk feiern und wollten andere nichtig machen. Zudem würden sie Sündenböcke für wirtschaftliche Instabilität benennen, die Legitimität politischer Gegner ablehnen und betrieben die Dämonisierung von Kritikern sowie Angriffe auf die freie Presse und behaupteten, der Volkswille rechtfertige das gewaltsame Aufzwingen militärischer Macht.

## Grenzfälle und unechter Faschismus
Faschismus wird auch als politischer Kampfbegriff benutzt, so dass der Vorwurf, dass jemand oder etwas faschistisch sei, zuweilen auch unbegründet erhoben wird. Bei manchen Bewegungen ist es außerdem in der Forschung umstritten, inwieweit sie faschistisch sind. So wird Putin von einigen Autoren als Faschist bezeichnet, aber darüber besteht kein Konsens in der Forschung.
Der Ständestaat in Österreich wurde auch als Austrofaschismus charakterisiert. Dem wurde aber auch widersprochen. Der Historiker Ernst Hanisch spricht unter Verweis auf Otto Bauer von Halbfaschismus, um die Jahre 1933 bis 1938 zu charakterisieren.
Strittig ist auch, wie weit der Faschismus in den verschiedenen Formen des aktuellen Populismus und Rassismus fortlebt. Der argentinische Historiker Federico Finchelstein vertritt die These, dass die Existenz eines zwingenden Zusammenhangs zwischen Faschismus und Holocaust (bzw. Antisemitismus) vor allem von denen postuliert wird, die die Fortexistenz des Faschismus im Populismus und Rassismus nach 1945 leugnen.
Ebenfalls in Bezug auf den strittigen Fortbestand des Faschismus in Form aktueller politischer Bewegungen argumentiert der deutsche Sozialwissenschaftler  Christian Fuchs, dass sich moderne Formen des Faschismus digitaler Plattformen bedienen, um ihr politisches Gedankengut zu teilen, worin ein Unterschied zu historischen Formen des Faschismus bestehe. Als Beispiele für diesen virtuellen Fortbestand faschistischer Ideologien führt er an, welche Rolle beispielsweise Twitter für die Verbreitung von Desinformationen und der Selbstdarstellung von Donald Trump als eine Art Führerfigur spiele.

## Abgeleitete Begriffe
Durch Wortzusammensetzung wurden verschiedene abwertende Begriffe wie Islamfaschismus, Klerikalfaschismus, Linksfaschismus und Ökofaschismus geprägt.
Antifaschismus bezeichnet soziale Bewegungen, die sich gegen den Faschismus wenden.